# Kuchary Kościelne
Kuchary Kościelne (prononciation : [kuˈxarɨ kɔɕˈt͡ɕɛlnɛ]) est un village polonais de la gmina de Rychwał dans le powiat de Konin de la voïvodie de Grande-Pologne dans le centre-ouest de la Pologne.
Il se situe à environ 8 kilomètres au nord de Rychwał (siège de la gmina), à 13 kilomètres au sud-ouest de Konin (siège du powiat) et à 90 kilomètres à l'est de Poznań (capitale régionale).

## Histoire
De 1975 à 1998, le village faisait partie du territoire de la voïvodie de Konin.

Depuis 1999, Kuchary Kościelne est situé dans la voïvodie de Grande-Pologne.